# Primärmarkt

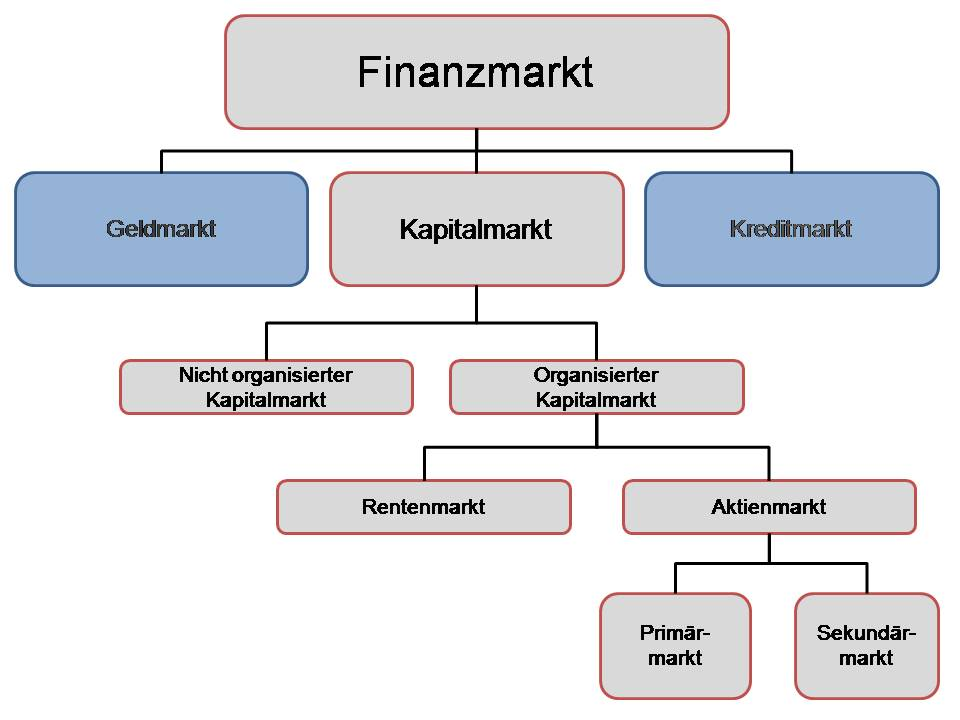
Primär- und Sekundärmarkt als Teilmarkt des Aktienmarktes

Als Primärmarkt (auch Emissionsmarkt; englisch primary market) bezeichnet man im Finanzwesen einen Teilmarkt, auf dem die Anleger erstmals ein Finanzprodukt zeichnen oder erwerben können. Komplementärbegriff ist der Sekundärmarkt.

## Allgemeines
Die Finanzmärkte werden in Geld-, Devisen-, Kapital- und Kreditmarkt eingeteilt. Auf dem zum Kapitalmarkt gehörenden Börsenhandel gibt es unter anderem die Marktsegmente Primär- und Sekundärmarkt. Während auf dem Primärmarkt Transaktionen stattfinden, die den Ersterwerb eines Finanzinstruments durch einen Anleger von einem Emittenten zum Gegenstand haben („Emissionsmarkt“), erfolgt auf dem Sekundärmarkt die Weiterveräußerung durch den Anleger („Zirkulationsmarkt“). Auf dem Primärmarkt trifft mithin das Angebot von Emittenten auf die Nachfrage durch kaufbereite Anleger.

## Handelsobjekte und Preis
Die Unterscheidung zwischen beiden Marktsegmenten kam erstmals bei Wertpapieren auf. Der am besten entwickelte und organisierte Primärmarkt ist deshalb die Wertpapierbörse. Die Erstemission von Aktien, Anleihen und Investmentanteilen findet auf dem Primärmarkt statt, während der – häufiger vorkommende – Weiterverkauf auf dem Sekundärmarkt erfolgt. Beide sind deshalb ein Börsensegment. Außerbörslicher Handel auf dem Primärmarkt findet für Basiswerte wie Swaps oder Derivate statt. Commodities können sowohl börslich (Warenbörse) als auch außerbörslich auf dem Primär- und Sekundärmarkt gehandelt werden. Das gesamte Passivgeschäft der Kreditinstitute gehört zum Primärmarkt. Bei Investmentbanken ist der Primärmarkt eine der Haupteinnahmequellen für Emissionen (z. B. IPOs) und Mergers & Acquisitions, also Fusionen und Unternehmenskäufen.
Für neue Konsumgüter, etwa bei Neuwagen, hat sich der Begriff Primärmarkt ebenfalls bereits durchgesetzt, um ihn vom Gebrauchtwagenhandel auf dem Sekundärmarkt zu unterscheiden. Auch beim Gold- und Silbermarkt wird vom Primär- und Sekundärmarkt gesprochen, wobei der Primärmarkt die Gold- oder Silberförderung der Minen und der Sekundärmarkt den Handel mit weiterverarbeiteten Edelmetallen umfasst. 
Der Marktpreis auf dem Primärmarkt ist bei Wertpapieren die Emissionsrendite, auf dem Sekundärmarkt die Umlaufrendite. Auf dem Primärmarkt findet Preisanpassung statt (bei gegebenem Marktvolumen), so dass der Kurs und nicht die Menge im Vordergrund steht. Die Menge ist für den Emittenten mithin Datenparameter, der Kurs Aktionsparameter. Durch die Preisbildung am Primärmarkt wird zugleich ein implizites Urteil über die Qualität einer Unternehmensleitung gefällt.

## Informationspflichten
Ein funktionsfähiger Primärmarkt erfordert Markttransparenz. Dazu sind Marktdaten erforderlich, zu deren Veröffentlichung verschiedene Gesetze die Emittenten verpflichten. Die Preisbildung am Primärmarkt soll durch die Prospekthaftung geschützt werden. Emittenten haben auf dem Primärmarkt folgende Informationspflichten zu erfüllen:
- Prospektpflicht nach § 5 WpPG, § 6 Abs. 1 VermAnlG und § 164 KAGB.
- Prospektaktualisierungspflicht nach § 16 Abs. 1 WpPG und § 11 VermAnlG.
- Ad-hoc-Mitteilungen nach § 26 Abs. 1 WpHG.

Die Prospekthaftung für unrichtige oder unvollständige wesentliche Angaben ergibt sich aus § 21 WpPG.

## Funktionen
Ohne einen Primärmarkt gäbe es bei den meisten Finanzprodukten keinen Sekundärmarkt. Der Primärmarkt dient nicht nur der Allokation von Kapital, sondern darüber hinaus auch der Allokation von Unternehmenskontrolle. Die Möglichkeit eines Anlegers, ein Wertpapier jederzeit am Sekundärmarkt veräußern zu können, führt für den Emittenten am Primärmarkt zu einer Senkung der Kapitalkosten. Vom Marktvolumen betrachtet ist der Primärmarkt wesentlich kleiner als der Sekundärmarkt in Wertpapieren. Rechnet man die übrigen Handelsobjekte hinzu, ist er größer als der Sekundärmarkt. Die Handelsmöglichkeiten auf dem Sekundärmarkt sind mitentscheidend für Allokation und Preisbildung auf dem Primärmarkt. Damit gibt es zwischen beiden Marktsegmenten starke Interdependenzen. Die Emittenten auf dem Primärmarkt haben deshalb ein hohes Interesse an einem funktionsfähigen Sekundärmarkt.

## Zentralbanken auf den Primär- und Sekundärmärkten
Die Europäische Zentralbank (EZB) muss bei ihrer Geldpolitik strikt zwischen Primärmarkt und Sekundärmarkt unterscheiden. Die seit Juli 2009 von der EZB getätigten Wertpapierkaufprogramme des Eurosystems müssen Art. 123 AEUV berücksichtigen, wonach der unmittelbare Erwerb von Anleihen der Staaten (Staatsanleihen) oder von Gebietskörperschaften (Kommunalanleihen) durch die EZB verboten ist. Mit „unmittelbarer Erwerb“ ist der Primärmarkt gemeint, auf dem die Neuemissionen dieser Anleihen erfolgen, während der Sekundärmarkt die in Umlauf befindlichen Anleihen umfasst. Diese Kaufprogramme sind dem EuGH zufolge auf dem Sekundärmarkt erlaubt. Dagegen ist das Bundesverfassungsgericht (BVerfG) der Auffassung, dass das Ankaufprogramm die währungspolitische Kompetenz der EZB überschreitet und in die wirtschaftspolitische Kompetenz der EU-Mitgliedstaaten übergreift. Das BVerfG hat im Urteil der Deutschen Bundesbank ausdrücklich untersagt, an Umsetzung und Vollzug des Ankaufprogramms der EZB mitzuwirken, so dass auch kein Ankauf auf dem Sekundärmarkt durch die Bundesbank erfolgen darf. Ungeachtet der unterschiedlichen Sichtweise beider Gerichte ist zu bedenken, dass die Ankaufprogramme sowohl auf dem Primär- als auch auf dem Sekundärmarkt eine faktische Staatsfinanzierung darstellen, die den Zentralbanken untersagt ist.

## Sonstiges
Primärmarkt ist auch der Name eines privatrechtlichen Börsensegments an der Börse Düsseldorf für Erstlistings von Wertpapieren.